# French Connection – Lagens våldsamma män
French Connection – Lagens våldsamma män (originaltitel: The French Connection, Finland: Hårdhänta män) är en amerikansk historisk actionthriller från 1971 i regi av William Friedkin. Handlingen är baserad på den facklitterära boken The French Connection från 1969 av Robin Moore, som är baserad på verkliga händelser.
Filmen blev stilbildande i polisfilm-genren. Den innehåller bland annat en klassisk och rafflande biljakt.
En uppföljare kom 1975, French Connection II.

## Handling
Polisen Jimmy "Popeye" Doyle (Gene Hackman) och hans partner Buddy "Cloudy" Russo (Roy Scheider) är på jakt efter den franske knarkkungen Alain Charnier (Fernando Rey) och dennes heroinskeppning "The French Connection" mellan Marseille i Frankrike och New York.

## Medverkande
- Gene Hackman – Det. Jimmy "Popeye" Doyle
- Fernando Rey – Alain Charnier
- Roy Scheider – Det. Buddy "Cloudy" Russo
- Tony Lo Bianco – Salvatore "Sal" Boca
- Marcel Bozzuffi – Pierre Nicoli
- Frédéric de Pasquale – Henri Devereaux
- Bill Hickman – Bill Mulderig
- Ann Rebbot – Marie Charnier
- Harold Gary – Joel "Joe" Weinstock
- Arlene Farber – Angie Boca
- Eddie "Popeye" Egan – Walter "Walt" Simonson
- André Ernotte – La Valle
- Sonny "Cloudy" Grosso – Clyde Klein
- Benny Marino – Lou Boca

## Priser och utmärkelser
Filmen vann fem Oscars vid Oscarsgalan 1972: bästa film, bästa manliga huvudroll (Hackman), bästa regi, bästa manus efter förlaga och bästa klippning. Den nominerades även för bästa manliga biroll (Roy Scheider), bästa foto och bästa ljud. Den vann också tre Golden Globes: bästa spelfilm - drama, bästa manliga huvudroll i en spelfilm - drama (Hackman) och bästa regi - spelfilm.